# Moidieu-Détourbe
Moidieu-Détourbe är en kommun i departementet Isère i regionen Auvergne-Rhône-Alpes i sydöstra Frankrike. Kommunen ligger i kantonen Vienne-Sud som tillhör arrondissementet Vienne. År 2022 hade Moidieu-Détourbe 1 971 invånare.

## Befolkningsutveckling
Antalet invånare i kommunen Moidieu-Détourbe
Referens:INSEE